# فراتر از عسل
فراتر از عسل (انگلیسی: More than Honey) فیلمی در ژانر مستند است که در سال ۲۰۱۲ منتشر شد. این مستند در مورد کلنی‌های زنبوران عسل در کالیفرنیا، سوئیس، چین و استرالیا می‌باشد. این فیلم برای اسکار جهت دریافت جایزه اسکار بهترین فیلم خارجی‌زبان در هشتاد و ششمین دوره جوایز اسکار ارسال شد ولی نامزد دریافت جایزه نشد.